# Muscicapa striata

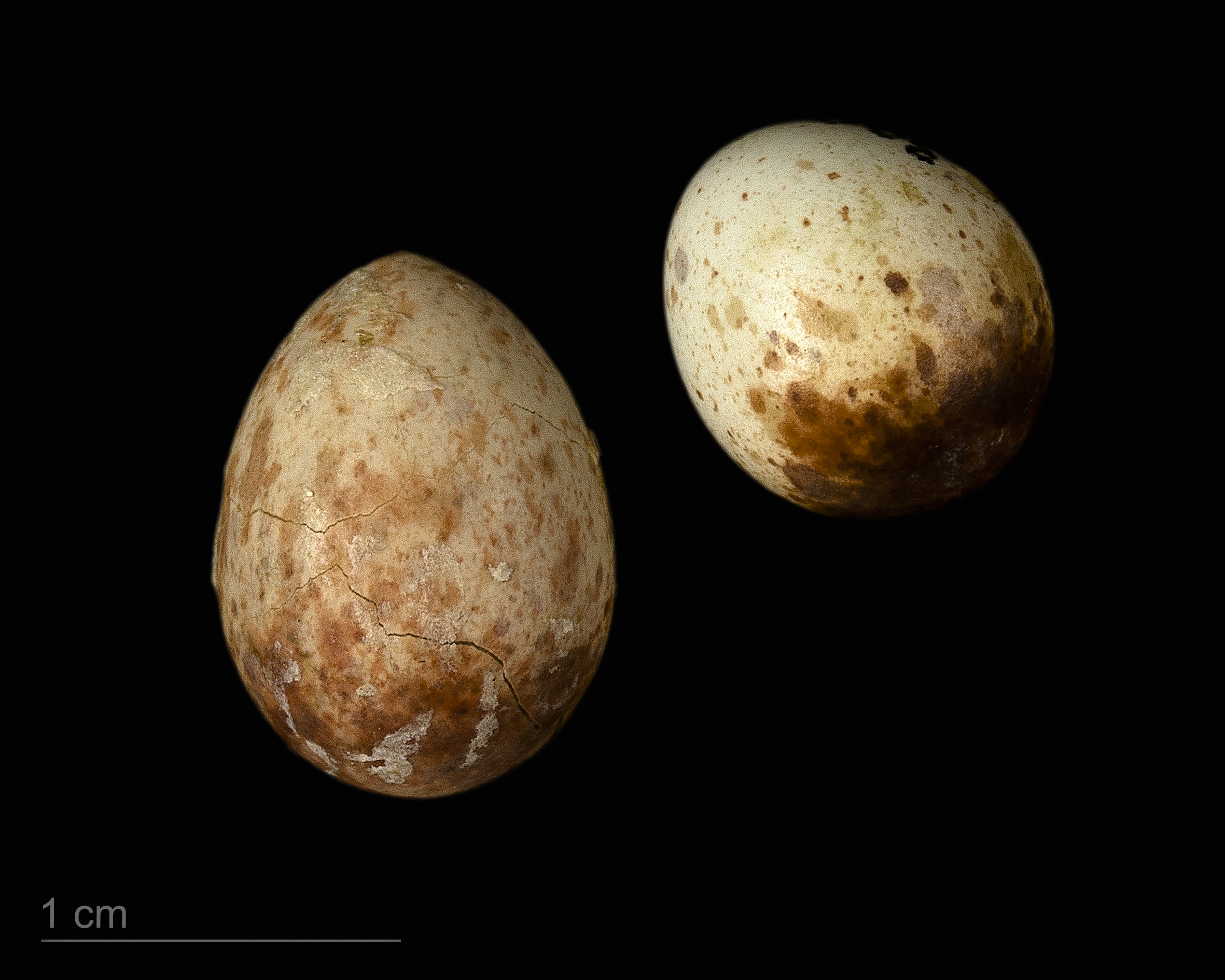
Muscicapa striata striata

Muscicapa striata là một loài chim trong họ Muscicapidae.